# Modern Monetary Theory
De Modern Monetary Theory (MMT), Engels voor "moderne geldtheorie", ook wel neochartalisme, is een sinds eind 20e eeuw ontwikkelde economische theorie die monetaire en macro-economische verschijnselen beschouwt vanuit het idee dat in moderne economieën fiatgeld de natuurlijke vorm van geld is. De MMT stelt dat in het moderne monetaire stelsel, overheidsuitgaven de primaire vorm van geldschepping zijn: de soevereine overheid schept een wettig betaalmiddel zonder intrinsieke waarde, betaalt daarmee haar uitgaven, en int belastingen en boetes die de vraag naar dit betaalmiddel oproepen, zodat het waarde krijgt. Er is in principe geen grens aan deze geldschepping, behalve dat ze inflatie kan veroorzaken. De MMT stelt echter dat overheden volledige werkgelegenheid kunnen bewerkstelligen, zonder al te bang hoeven zijn voor inflatie.
De MMT geldt binnen de economische wetenschap als heterodox, maar vooral haar analyse van geldschepping wordt in toenemende mate onderschreven door (centrale) bankiers. Ze behoort tot de bredere postkeynesiaanse stroming. Tot de voornaamste MMT-denkers behoren Randall Wray, Bill Mitchell, Stephanie Kelton en Warren Mosler.

## Overzicht
De intellectuele wortels van de MMT liggen in chartalistische geldtheorieën van Knapp en Mitchell-Innes, die beiden op basis van historisch onderzoek opmerkten dat geld door overheden 'uit het niets' kan worden geschapen in de vorm van ongedekt munt- of papiergeld, en dat dit al duizenden jaren gebeurt. Minsky verklaarde dat dit geld waarde krijgt door belastingen en boetes, dat wil zeggen, doordat de overheid zelf betalingen in het anders waardeloze geld verplicht stelt, en zo de vraag naar geld op gang brengt.
De macro-economische implicaties van MMT worden verklaard aan de hand van de sectorbalansanalyse van Godley. Die verdeelt een (gesloten) economie in een private en een overheidssector, zodat de besteding van het nationaal inkomen in een gesloten economie op twee manieren kan worden beschreven.
- De totale vraag is D = C + I + G, de som van private consumptieve bestedingen C, private investeringen I en overheidsuitgaven G.
- Het totale aanbod is Q = Y, het nationaal inkomen. Een deel hiervan gaat op aan belastingen T, een ander deel aan consumptie C. Het resterende deel zijn de besparingen, S = Y − T − C.
- De voorgaande vergelijking kan omgeschreven worden tot Y = C + S + T.
- In evenwicht geldt, per definitie, D − Q = 0; daaruit volgt Y = C + I + G.

We hebben nu C + I + G = C + S + T, dus I + G = S + T en dus G − T = S − I, met links de begroting van de overheid, rechts die van de private sector. Hieruit volgt onmiddellijk dat een begrotingsoverschot in de ene sector gelijk is aan het tekort in de andere. Grote overheidsuitgaven jagen de besparingen in de private sector aan, terwijl hoge belastingdruk ten koste gaat van de private besparingen. In dat laatste geval moet het private tekort worden opgevuld met geleend geld.
De redenering tot zover is nauwelijks omstreden, maar wat de MMT hieraan toevoegt is de stelling dat het opvoeren van overheidsbestedingen een beter idee is dan het laten lenen door de private sector, omdat er in het eerste geval geen schuld ontstaat, in de zin dat een staatsbankroet onmogelijk is. Het moderne fiatgeld wordt immers niet gedekt door een goed dat schuldeisers kunnen komen opeisen. In de mainstream-economie en ook in politiek en wetgeving wordt het aangaan van begrotingstekorten voorgesteld als het aangaan van een staatsschuld: als een lening van de centrale bank, die de obligaties van de overheid opkoopt. De MMT-economen bezien overheid en centrale bank echter als één geheel (de overheidssector) en concluderen dat de overheid leent van zichzelf. De obligatieverkoop beïnvloedt de rentestand en is daarmee onderdeel van monetair beleid, maar niet van fiscaal beleid. De staatsschuld is vooral een telling van de hoeveelheid basisgeld, niet een echte schuld. Uit deze redenering volgen de volgende conclusies:
- De overheid wordt niet gefinancierd door belastingen of obligatieverkoop.[4] Integendeel: belastingen zijn een vorm van geldvernietiging, omdat de overheid haar eigen schuldpapier (geld) terug inneemt.
- Voor de overheid geldt dat uitgaven voorafgaan aan inkomen, in tegenstelling tot hoe de financiën van huishoudens werken.
- De mogelijkheid tot geldschepping door de overheid wordt niet beperkt door het begrotingstekort, tenzij de overheid zichzelf vrijwillig een grens oplegt (zoals de Verenigde Staten doen; het Europese Stabiliteits- en Groeipact doet iets soortgelijks). Zo'n grens is echter niet gebaseerd op enig werkelijk risico.

### Beleidsimplicatie: werkgelegenheid en inflatie
In plaats van het risico van staatsbankroet is de praktische grens aan de geldschepping gelegen in de werkgelegenheid. Het voornaamste beleidsvoorstel dat uit de MMT voortkomt is de instelling van een jobgarantie door een overheidsinstelling die werklozen tegen minimumloon maatschappelijk nuttig werk laat verrichten, gefinancierd door geldschepping. De voorspelling is, dat deze jobgarantie niet zal leiden tot serieuze inflatie voordat de beschikbare overcapaciteit in de economie volledig benut is, mits de jobgarantie werk schept dat niet concurreert met marktpartijen. Dat betekent dat volledige werkgelegenheid bereikt zou kunnen worden. De MMT'ers verwerpen zowel de Phillipscurve als NAIRU, de keynesiaanse resp. monetaristische verklaringen voor inflatie en werkloosheid, en stellen dat de jobgarantie geen groot inflatierisico inhoudt.

## Kritische ontvangst
Kritiek op de MMT en haar beleidsvoorstellen richt zich onder andere op de geldtheorie die de basis van de MMT vormt. Naast fiduciair overheidsgeld zijn uit de geschiedenis ook goederengeld en chartaal bankgeld bekend. Volgens Huber stelt de MMT de overheid voor als veel te machtig, terwijl de commerciële banken, die het grootste deel van de geldvoorraad scheppen (zie Fractioneel bankieren) veel te passief lijken. Shaikh benadrukt dat alle marktpartijen de vrijheid hebben om onderling in ander geld te betalen dan het wettig betaalmiddel en stelt dat de neochartalisten de oorsprong van het geld en de staat vervormen om een logische grondslag voor de jobgarantie te verkrijgen.
Binnen het kader van de postkeynesiaanse school gelden Lavoie en Palley als voorname critici. Palley beschrijft MMT als voornamelijk een versimpelde versie van keynesiaanse principes, waarin centrale banken te gemakkelijk met overheden op een hoop worden gegooid en multipliereffecten niet worden onderkend. De grote zwakte van de theorie is echter dat zij is opgevat in het kader van een relatief gesloten economie zoals die van de Verenigde Staten. Wanneer in een open economie het overheidstekort gefinancierd wordt door buitenlandse schulden, is de grens vlug bereikt, zoals gebeurde tijdens de Latijns Amerikaanse schuldencrisis van de jaren tachtig.

## Personen

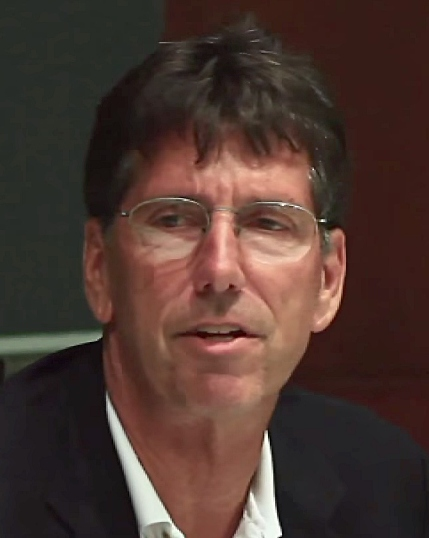
Warren Mosler
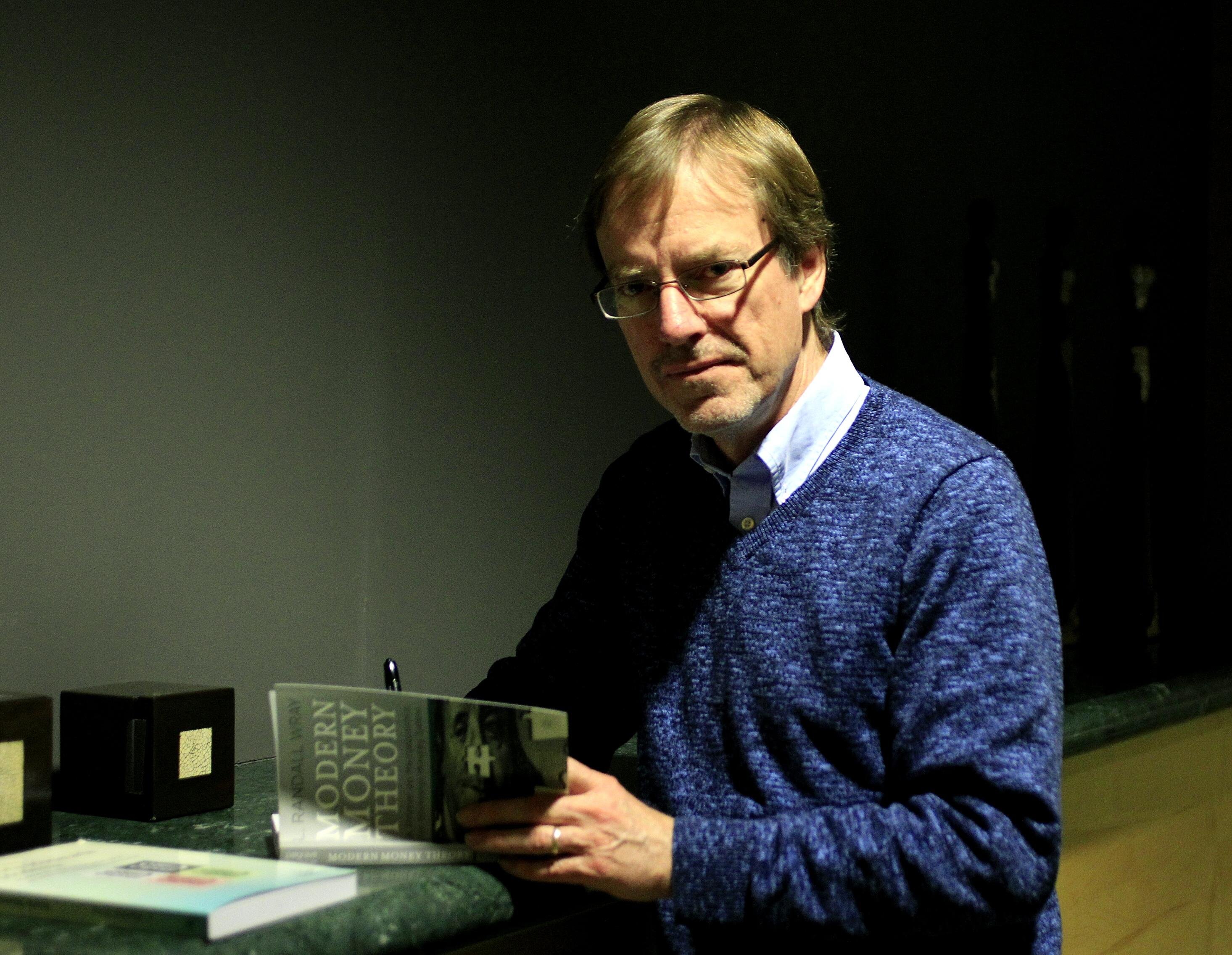
Randall Wray
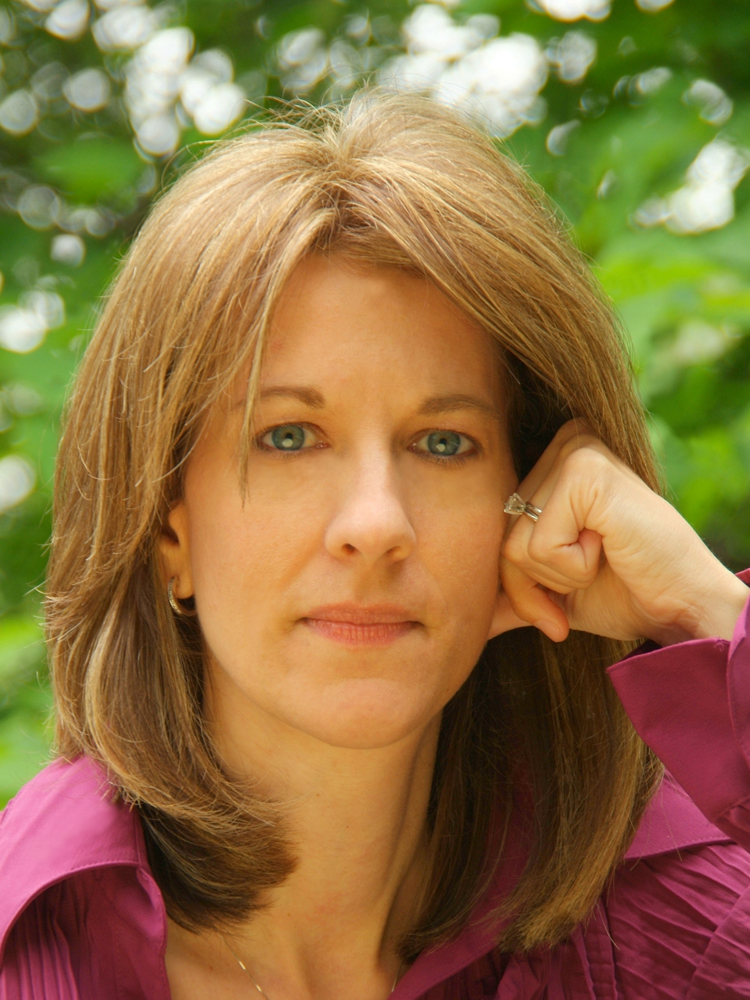
Stephanie Kelton